# スキャナーズ
『スキャナーズ』（Scanners）は、1981年のカナダの映画。
デヴィッド・クローネンバーグ監督・脚本による、超能力者達の闘いを描いた SFホラー映画である。

## 概要
クローネンバーグの出世作で、ディック・スミスの特殊メイクは各方面で賞賛された。低予算でCG合成以前の映画のため、超能力者の戦いに派手なシーンは少ないが、ストーリー序盤の頭部を破裂させるシーンと終盤の対決シーンは有名。“カナダのジャック・ニコルソン”とも呼ばれたマイケル・アイアンサイドが、狂気に満ちた悪役を演じ、当たり役となった。

## ストーリー
無口な浮浪者ベイル（スティーヴン・ラック）は、ある日ショッピングセンターで客の食べ残したハンバーガーを食べているところを婦人客に蔑まれ、悪意の目で彼女を睨んだ。すると、女性はもがき苦しみだし卒倒してしまう。その場でベイルはコート姿の男達に麻酔銃を撃たれて捕まり、ある施設のベッドで目を覚ます。そこは要人警護で知られる国際的警備保障会社「コンセック」が設立した「スキャナー」と呼ばれる超能力者の研究所で、主任のルース博士（パトリック・マクグーハン）から、自身がスキャナーであると告げられ、仲間を地下組織で集結させ世界征服を企てている破壊的スキャナーのレボック（マイケル・アイアンサイド）殺害を要請される。
レボックは、かつてスキャナーゆえの混乱から自己破壊的になり自ら眉間に穴を開け、その傷跡が残っているのが特徴の男である。その後、更に破壊的になった彼は、コンセックのスキャナー公開実験に単身潜入し、その席上でレボックにスキャンを試みたスキャナーに対して逆にスキャンし返し、頭部を内部から破裂させて吹き飛ばし、彼を取り押さえようとした銃を持った屈強なガードマン達をも次々と操り、易々と現場から逃走した、他を圧倒する強大な力を持つスキャナーであった。
ルース博士によって、スキャナーとしての能力を覚醒させたベイルは、各地のスキャナー達に会いに出かけるが、レボックの意に従わない者には既に魔の手が伸びていた。彼の手下によって、続々とスキャナー達は殺害され、難を逃れたベイルは若い女性スキャナーのキム（ジェニファー・オニール）と逃走する。ベイルとキムの元へ現れた刺客が携帯していた薬物「エフェメロル」から、レボック追求の手がかりが、製造元の生化学研究所にあると突き止めたベイルは、工場に潜入する。そこでは、レボック指揮のもと、コンピュータ管理で大量のエフェメロルが生産され、コンセックとつながりがあることを知る。キムと共にコンセックへ駆けつけたベイルは、ルース博士にその事を語り、コンセックの中に裏切り者がいると告げるが、ルース博士はその裏切り者によって射殺される。コンセックからも命を狙われるはめになった2人は逃走し、公衆電話から電話回線を通じてコンセックのコンピュータをスキャンし、システムの破壊に成功したものの、突如現れたレボックによって捕獲されてしまう。
レボックの拠点で「自分はベイルの兄である」ことと、「ルース博士は自分たちの父親で、スキャナーを生み出した張本人である」ことを告げ、共闘を持ちかけられるが、ベイルはこれを拒否。共闘を断念し、ベイルをスキャンして己の身体に取り込もうとするレボックとの間で、壮絶なスキャン対決が展開される。
目を覚まし、ベイルを捜すキムが見たものは、苦悶の表情を浮かべながら横たわる灰と化した一体の焼死体であった。呆然とするキムに、部屋の隅で外套に身を包む男から声がかかる。声はベイルだが、外套を取ったその男の顔はレボックで、眉間の傷は消えていた。彼は訝しがるキムに「僕達は勝ったんだ」と語りかける。

## スキャナーとは
スキャナーとは、本作に登場する超能力者達の総称で、登場人物のルース博士曰く「生来の能力奇型で、 ESPの一種」「神経細胞をかく乱するテレパシーの持ち主」。
相手の神経系統と結合し行動や身体機能をコントロールすることが可能で、この事をスキャン（走査）と称したことからこの名で呼ばれる。スキャンされた人間は、鼻血が出るといった初期症状が見られる。スキャンすることにより相手の行動や自律神経系などのコントロールや、感覚器を混乱させ幻影や錯覚を見せることもできる。その他、身体を爆発させたり自然発火させたりすることも、回線を通じてコンピュータをスキャンすることも可能。スキャナーはテレパシーによって相手の思考が自分の中に入ってくる感覚を覚えるため、しばしば混乱をきたす。その場合、エフェメロルという走査鎮静剤を注射で体内に投与すると、一時的にテレパシーは止まる。
レボックがベイルに明かした話によると、1946年に発売された妊婦用睡眠薬（エフェメロル）が胎児に副作用を及ぼし、その結果突然変異でスキャナーが世に誕生した。この事実に興味を抱いたのが研究者のルース博士とコンセック社であり、発売前の実験段階でルース博士の妻に投与して生まれたのがレボックとベイルである。

### ライプ計画
ライプ計画（Ripe Program）とは、生化学研究所で生産されたエフェメロルをコンセック社でコンピュータ管理し、産婦人科医院に提供、秘密裏に妊婦に投与することでスキャナーを地下で増殖させる計画である。エフェメロルが発売された1946年以降相当数のスキャナーが誕生しているが、それ以前の実験段階で生まれたレボックとベイルは他のスキャナーを圧倒する力量の持ち主として描かれている。

## 影響
先述の通り、クローネンバーグの出世作となり、後には他の監督によってシリーズ化された。
劇中の殴る蹴る等の物理的攻撃なしに、超能力によって肉体が破壊されていくバトル、特にレボックがスキャンによって、相手の頭部を血しぶきを飛び散らせながら内側から破裂させるという、残虐かつ斬新なシーンは多方面に衝撃を与え、日本での本作公開後に『AKIRA』や『北斗の拳』などの作品で、同様の表現が描かれている。
なお、担当した特殊メイクアップ・アーティストのクリス・ウェイラスは、本作の5ヶ月後に公開された『レイダース/失われたアーク《聖櫃》』でも破壊される頭部を手がけている（こちらは3種類）。このウェイラスと無関係であるが、やはり同年公開のピーター・ハイアムズ監督『アウトランド』でも頭部（あるいは人体の）破裂シーンがある。
『ソウ2』『ソウ3』『ソウ4』等で知られるダーレン・リン・バウズマン監督によって、本作のリメイク作品が2007年に制作され、2008年末に公開予定であったが、翌2009年にずれ込んでいる。以降作品に関する続報はなかったが、2013年のインタビューでバウズマンは「クローネンバーグの承諾がなければ制作できないが、（彼からの承認は）得られなかった」旨の発言を行なっており、事実上制作中止になったものと思われる。

## スタッフ
- 監督、脚本：デヴィッド・クローネンバーグ
- 製作総指揮：ピエール・デヴィッド、ヴィクター・ソルニッキ
- 製作：クロード・エロー
- 撮影：マーク・アーウィン
- 特撮：ゲイリー・ゼラー
- 特殊メイク：ディック・スミス
- 音楽：ハワード・ショア

## キャスト
| 役名                   | 俳優                     | 日本語吹替                                                                                       | 日本語吹替 |
| 役名                   | 俳優                     | 日本テレビ版                                                                                     |            |
| ---------------------- | ------------------------ | ------------------------------------------------------------------------------------------------ | ---------- |
| キャメロン・ベイル     | スティーヴン・ラック     | 小川真司                                                                                         |            |
| キム・オブレスト       | ジェニファー・オニール   | 鈴木弘子                                                                                         |            |
| ダリル・レボック       | マイケル・アイアンサイド | 内海賢二                                                                                         |            |
| ポール・ルース博士     | パトリック・マクグーハン | 永井一郎                                                                                         |            |
| ブレードン・ケラー     | ローレンス・デイン       | 家弓家正                                                                                         |            |
| ベンジャミン・ピアース | ロバート・シルヴァーマン | 屋良有作                                                                                         |            |
| その他                 |                          | 峰恵研 岡部政明 沢木郁也 石森達幸 伊井篤史 村山明 大塚芳忠 石井敏郎 沢田敏子 秋元千賀子 佐藤正治 |            |

・日本テレビ版：初回放送1987年6月12日『金曜ロードショー／ザ・ショック第2弾TV初登場「スキャナーズ」彼らは捕らえる 化けて、人間を破壊する』
※TCエンタテインメントから2021年8月4日に発売された「2Kレストア 特別版」Blu-rayに収録。

## 評価
レビュー・アグリゲーターのRotten Tomatoesでは40件のレビューで支持率は68%、平均点は6.60/10となった。Metacriticでは8件のレビューを基に加重平均値が60/100となった。

## シリーズ作品

### 続編
- スキャナーズ2（1990年、原題：Scanners II: The New Order）
- スキャナーズ3（1991年、原題：Scanners III: The Takeover）

### スピンオフ
- スキャナーズ ニュー・エッジ/ザカリアス（1993年、日本では劇場未公開・ビデオ化作品、原題：Scanner Cop）
- スキャナーズ5/ザカリアス・リターンズ（DVD題名：スキャナーズ最終章、1994年、日本では劇場未公開・ビデオ化作品、原題：Scanner Cop II）